# گورستان آش توکن
گورستان آش توکَن (به ترکی آذربایجانی: آش توکَن قبرستانی) از گورستان‌های تاریخی و مهم تبریز در محله خیابان در محله تپه‌لی باغ بود. در سال ۱۳۳۲ خورشیدی با تلاش علی دهقان مدیر کل فرهنگ آذربایجان و با همکاری ادارات اوقات و شهرداری تبریز که تمامی گورستان‌های متروکه شهر مخصوصاً گورستان «آش توکن» تبدیل به مراکز آموزشی، مدارس و هنرستان شدند که اکثر آنها تا امروز پابرجاست هستند. در محل این گورستان نیز مدرسه‌ای به نام «شیخ محمد خیابانی» احداث کردند.

## پیشینه
این گورستان در محله خیابان در جنبش مشروطه، مدفن تعداد کثیری از مشروطه‌خواهان بود. از جمله مادری که فرزندان خود را در محاصره یازده ماههٔ تبریز توسط نیروهای وابسته به محمدعلی شاه از دست داده بود. پسران این زن در گورستانی در محدوده تپه‌لی باغ دفن شده بودند. در این میان پس از پیروزی مشروطه‌خواهان، این مادر، مقداری نان و ظرفی پر از آش با خود برداشته به گورستان محله بر سر قبر پسرانش رفته و با فرزندانش درد دل می‌کند. ابوالقاسم لاهوتی، شاعر آذربایجان نیز در مورد این واقعه شعری گفته است.